# Tyrannus melancholicus
Tyrannus melancholicus là một loài chim trong họ Tyrannidae.